# フェニレフリン
フェニレフリン（英:phenylephrine）とはアドレナリン作動薬の1つ。商品名はネオシネジン。脊髄くも膜下麻酔もしくは全身麻酔時の低血圧時に血管収縮薬として、頻用されている。

## 薬理作用
フェニレフリンはα1受容体を選択的に活性化することにより血圧を上昇させる一方で、心臓・気管・末梢血管のβ受容体にはほとんど作用しない。カテコールアミンと異なりカテコール-O-メチル基転移酵素（COMT）による代謝を受けないため経口投与が可能で作用時間は長いとされてきたが、米食品医薬品局の諮問委員会により、経口投与による鼻閉治療効果が否定された。アドレナリンのカテコール基の4位の水酸基がない化合物であり、体内での動態はアドレナリンに類似する。
フェニレフリンはモノアミン酸化酵素（MAO）によって代謝され、カテコール-O-メチル基転移酵素（COMT）による代謝を受けないので作用時間はアドレナリンよりも長く、静注した場合作用時間は5～10分程度である。

## 処方
フェニレフリンはアドレナリンα1受容体に対する選択性が高いので、頻脈をほとんど起こすことなく末梢血管抵抗を増大させ、心臓に対して後負荷をかけて拡張期血圧・収縮期血圧を上昇させると同時に冠血流量を増やす。特に麻酔においては、頻脈や不整脈を起こしやすい人に対して血圧を上げるのにフェニレフリンは有用である。
フェニレフリンの点眼薬は瞳孔散大筋のα1受容体を刺激するため散瞳薬として使用される。毛様体筋のβ2受容体には作用せず水晶体径への影響がないため、開放隅角緑内障患者の散瞳にも使用できる。一方で、散瞳の結果隅角が狭められ眼房水の排出が抑制されるため、閉塞隅角緑内障患者の散瞳には使用できない。

## 副作用
頭痛、手足のしびれ、血圧異常上昇などがある。

## 効能・効果
各種疾患若しくは状態に伴う急性低血圧又はショック時の補助治療
発作性上室頻拍
局所麻酔時の作用延長